# Auguste Giroux
Auguste Giroux (Châteauneuf-sur-Loire, 29 juli 1874 - Portel-des-Corbières, 9 augustus 1953) was een Frans rugbyspeler.

## Carrière
Giroux speelde rugby en werd tweemaal landskampioen van Frankrijk. Tijdens de Olympische Zomerspelen 1900 werd hij met zijn ploeggenoten kampioen. 

## Erelijst

### Met Frankrijk
- Olympische Zomerspelen:  1900

### Stade français Paris
- Frans landskampioen (1893, 1895)